# Lamborghini Trattori

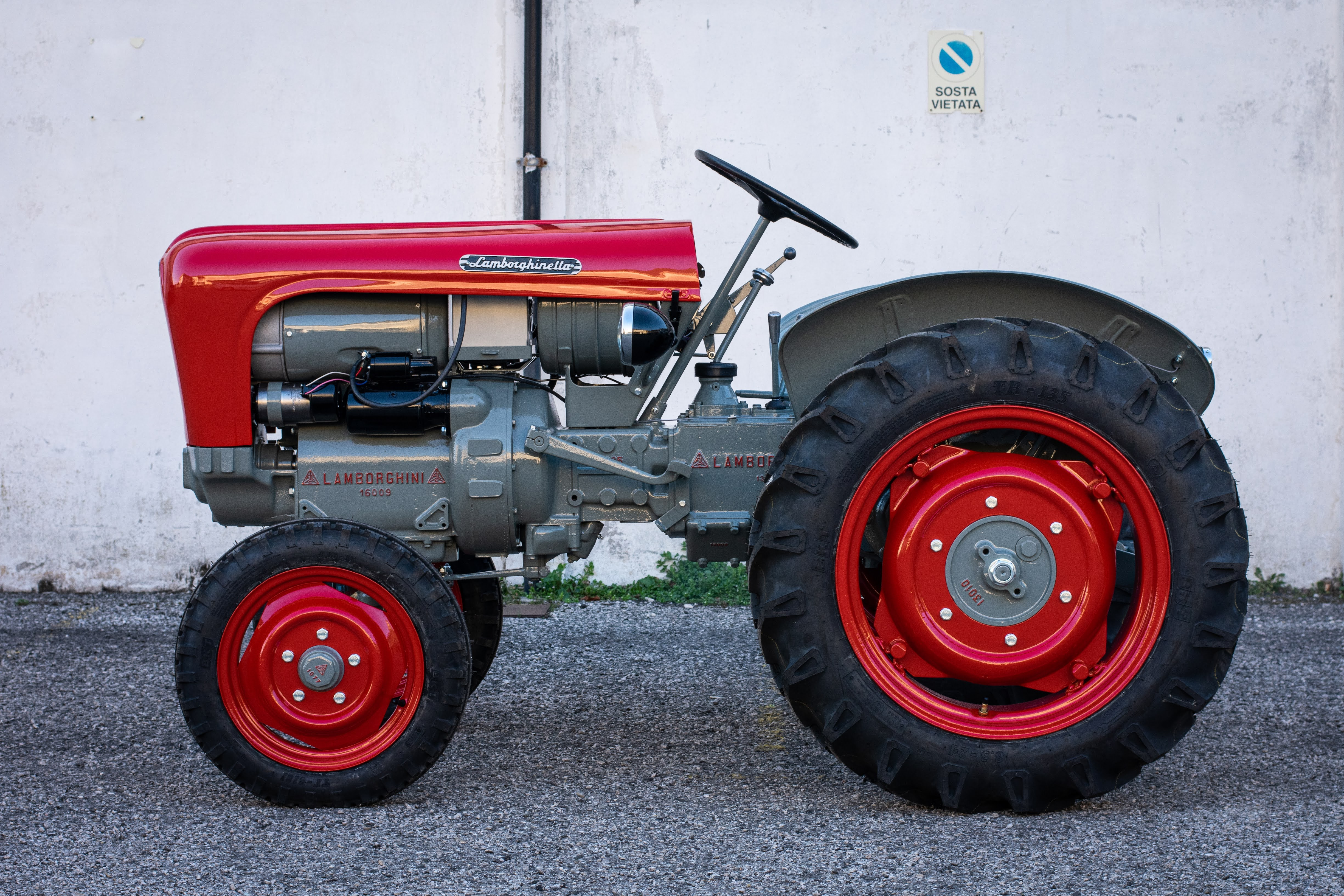
Lamborghinetta del 1959

Lamborghini Trattori è una azienda produttrice di trattori agricoli fondata nel 1948, con sede a Cento, da Ferruccio Lamborghini, poi fondatore della Lamborghini Automobili, entrata a far parte nel 1973 di SAME.
L'emblema dell'impresa era un triangolo contenente le lettere " F L C". Il toro fu apposto sui mezzi in concomitanza all'inizio della produzione automobilistica nel 1963.

## Storia

### La nascita
Fondata nel 1948 grazie al lavoro di Ferruccio Lamborghini, i trattori Lamborghini non vantavano l'antica tradizione di case storiche quali Fiat Trattori e Landini e per le loro prime realizzazioni venne utilizzato del materiale bellico abbandonato.
Utilizzando motori e differenziali di camion e mezzi militari recuperati dai centri ARAR (Azienda Rilievo Alienazione Residuati) vengono allestite le prime trattrici “Carioca” con un'importante innovazione tecnica, un vaporizzatore che, applicato a un motore Morris, consente al trattore di essere avviato a benzina per poi funzionare a petrolio.
In pochi anni la produzione dell'azienda passò da un trattore alla settimana a circa 200 all'anno, e nuovi motori di fabbricazione italiana sostituirono i vecchi residuati bellici. Nel 1951 nasce la “L 33″ prima trattrice tutta Lamborghini prodotta in serie ad eccezione del motore: un Morris 6 cilindri in linea di 3500 cm³ a petrolio con vaporizzatore brevetto Ferruccio Lamborghini.

### Il successo

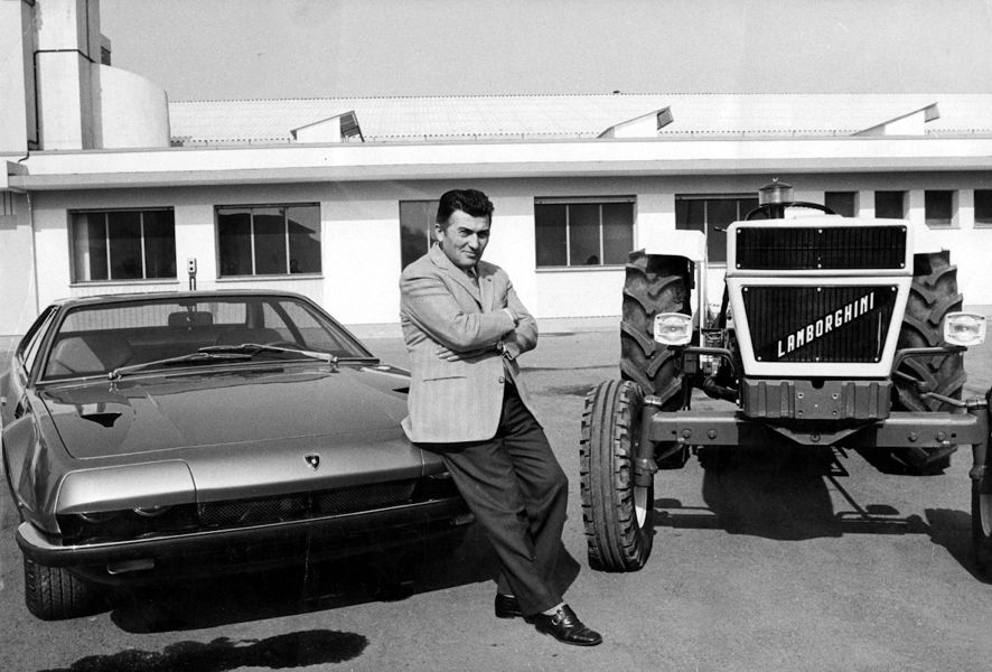
Il fondatore Ferruccio Lamborghini tra un'auto e un trattore Lamborghini

La promulgazione della legge Fanfani del 25 luglio 1952 - che stanziava, all'interesse del 3%, 125 miliardi in cinque anni a favore degli agricoltori che avessero acquistato macchine agricole di produzione nazionale - fece fare un ulteriore salto di qualità all'azienda. Fu in quel primo lustro degli anni Cinquanta che la Lamborghini si trasformò in impresa industriale a tutti gli effetti.

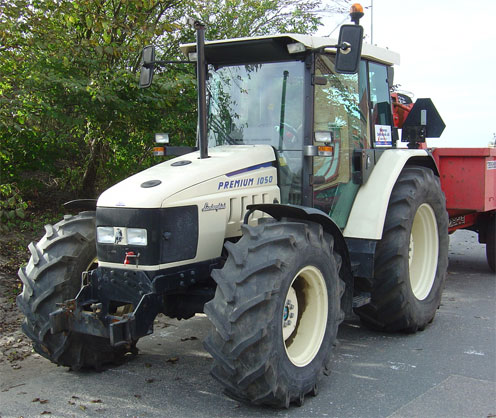
Lamborghini Premium 1050

A partire dal 1952 vennero presentati i nuovi modelli DL 15, DL 20 , DL 25 e DL30; e l'anno successivo i modelli DL 40 e DL 50. Nel 1955 Lamborghini presentò il suo primo trattore cingolato, il DL 25C seguito dal DL 30C, caratterizzato dal colore giallo.
Nel 1956 viene inaugurato un nuovo stabilimento e l'anno successivo, sull'onda del Sametto della SAME, viene lanciata sul mercato la Lamborghinetta (dotata di un motore a due cilindri per 22 CV, pesante 10 quintali e venduta a un milione).

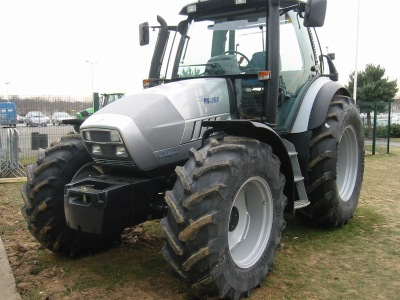
Lamborghini R6.150

Nel periodo 1968-69 la Lamborghini Trattori, in seguito al notevole aumento delle vendite registrato, adottò una strategia finalizzata a migliorare sia la qualità tecnica dei trattori, sia il volume produttivo. I trattori Lamborghini vengono dotati, primi in Italia, del cambio sincronizzato di serie e la gamma si arricchisce dei modelli di grande potenza (R. 480).

### Alla SAME
Nel 1973 con il proprio marchio e tutto il suo prestigio entra a far parte del Gruppo SAME. 

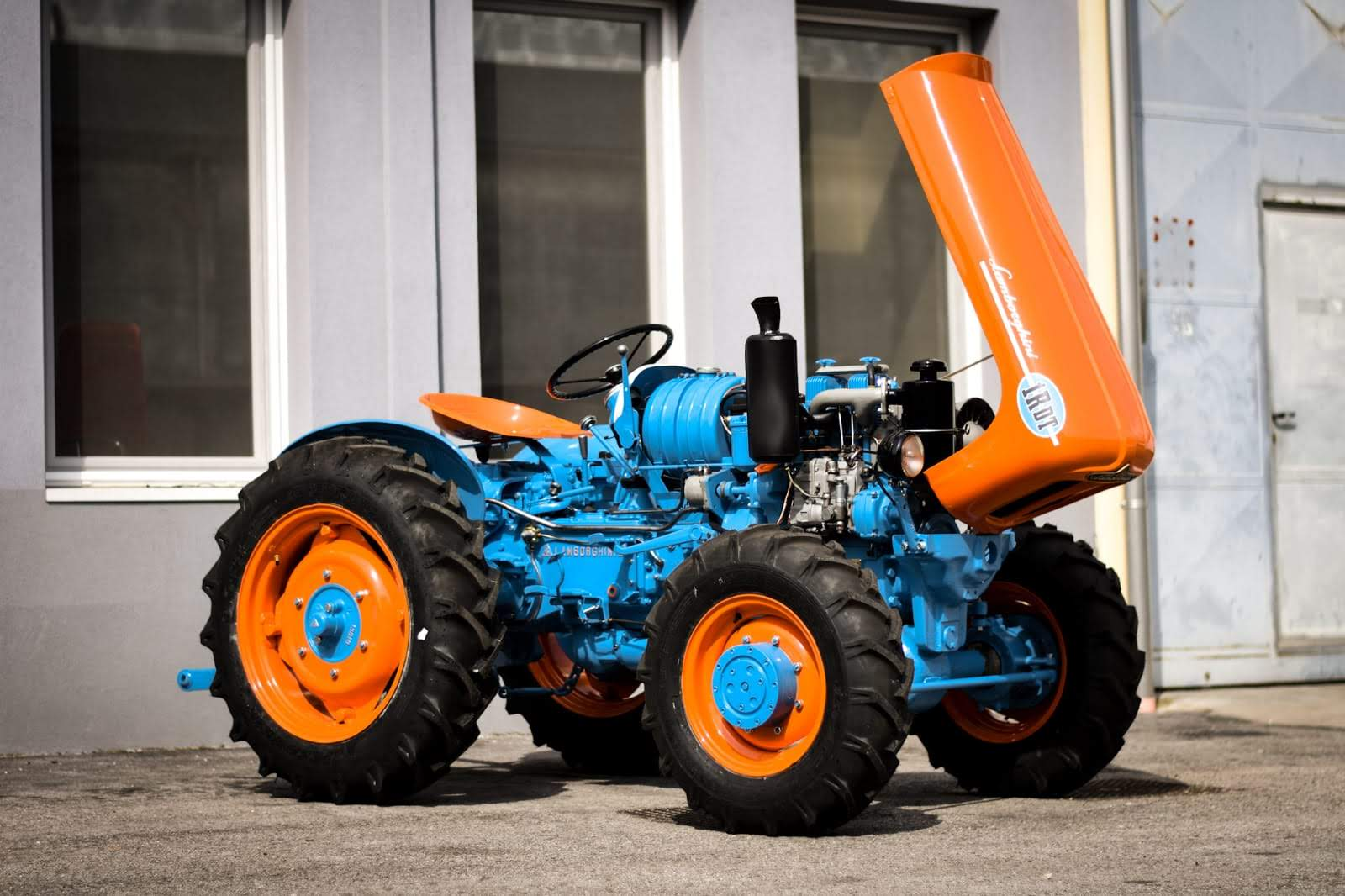
Lamborghini 1R DT

È del 1983 la nuova gamma di macchine con caratteristiche fortemente innovative e con motori modulari raffreddati ad acqua. Dalla fine degli anni'80 viene introdotta la regolazione elettronica dell'iniezione motori e nuove centraline di controllo per il trattore, mentre con la nuova serie "RACING" (1991) di alte potenze si adotta la trasmissione "Elèctronic Power Shift". Con il marchio Lamborghini nel 1993 nascono i "RUNNER", trattorini per la piccola agricoltura e per il green.
Negli anni successivi con il marchio Lamborghini Trattori vengono presentate alcune serie come: la Serie Racing, la Serie Champion e la Serie Premium, la Serie Agile, la Serie Sprint.
All'inizio del XXI secolo vengono prodotte alcune serie come la Serie R6, R7 e R8. Nel 2013, in occasione della fiera internazionale SIMA di Parigi, viene presentato sul mercato il nuovo trattore Nitro, caratterizzato da una cofanatura bianca e un design totalmente rinnovato. Lamborghini Trattori vince con Nitro una serie di riconoscimenti internazionali, tra cui il Tractor of the Year – Golden Tractor for the Design 2014 e il RedDot Award 2014.

## Modelli prodotti
- 1948	CARIOCA, CARIOCA MORRIS 6 C
- 1951	L 33
- 1952	DL 15, 20, 25, 30
- 1953	DL 30 N
- 1953	DL 40 (40-45)
- 1954	DL 50 (48-52)
- 1955	DL 25 C, DL 25 N
- 1955	DL 36-40
- 1956	DL 30 C, DL 30 CTL, DL 30 R, DL 30 SUPER, DL 3010, DL 45
- 1957	LAMBORGHINETTA, LAMBORGHINI HP 21
- 1957	UNIVERSAL
- 1958	DL 20 A, DL 35 C, DL 35 CTL, DL 35 SUPER
- 1959	3352 R
- 1960	1 R
- 1960	2241 R
- 1960	3402 C, 3402 CTL, 3403 CTL
- 1960	3403 R, 3403 R SUPER
- 1960	4 R
- 1960	DL 45-48
- 1960	LAMBORGHINI HP 22
- 1960	LAMBORGHINI HP 24 R
- 1960	LAMBORGHINI HP 36
- 1961	2 R
- 1961	3322 R
- 1961	3403 C
- 1961	4504 C, 4504 CTL, 4504 R
- 1961	5 C Ercole
- 1961	LAMBORGHINI HP 40
- 1962	1 C Ercolina, 1 CTL
- 1962	3 CTL
- 1962	4 C, 4 CTL
- 1962	5 CT fr., 5 CTF, 5 CTL, 5 CTL fr., 5 CTS
- 1963	1 CTS
- 1964	1 R DT
- 1964	2 R TB
- 1964	3 C
- 1964	4 R F
- 1964	5 R, 5 RM, 5 RTS
- 1964	6 C
- 1965	2 R DT, 2 R DTS
- 1965	7 C
- 1966	1 R DTS, 1 RTF
- 1966	226 R
- 1966	230 C, 230 CSE, 230 R DT, 230 R DTS
- 1966	340 C L, 340 R
- 1966	7 R, 7 R DT
- 1967	226 C
- 1967  230 C S, 230 CL, 230 R, 230 RB, 230 RF, 230 RV
- 1967	340 C
- 1967	340 R DT, 340 R DTF, 340 R DTS
- 1967	350 LL
- 1967	355 R, 355 R DT, 355 RF
- 1967	C 340 S
- 1967	C 350, C L 350
- 1968	2 R S
- 1968	360 R DT
- 1968	6 R DT
- 1968	R 340 N
- 1968	R 360
- 1968	R 470
- 1968	R 470 DT
- 1969	C 340 LL
- 1969	C 452
- 1969	C 452 L
- 1969	R 340 B
- 1969	R 360 DT F
- 1969	R 470 F
- 1969	R 480
- 1969	R 480 DT
- 1969	R 480 DT F
- 1969	R 480 F
- 1970	230 LL
- 1970	240 R
- 1970	240 R DT
- 1970	C 356 L
- 1970	R 350
- 1970	R 350 DT
- 1970	R 360 F
- 1970	R 365
- 1970	R 365 DT
- 1970	R 475
- 1970	R 475 DT
- 1970	R 485
- 1970	R 485 DT
- 1971	230 S A
- 1971	C 240
- 1971	C 503
- 1972	C 345
- 1972	C 345 L
- 1972	C 345 LL
- 1972	C 345 S
- 1972	R 235
- 1972	R 235 DT
- 1972	R 235 DTS
- 1972	R 235 S
- 1972	R 347
- 1972	R 347 DT
- 1972	R 356
- 1972	R 356 versione SPAGNA
- 1972	R 365 F
- 1973	C 352 L
- 1973	C 403 S
- 1973	C 503 L
- 1973	C 503 LL
- 1973	C 503 S
- 1973	C 603
- 1973	C 603 L
- 1973	R 503 DT
- 1973	R 503 DT S
- 1973	R 603 DT
- 1973	R 704 DT
- 1973	R 804 DT
- 1973	R 904 DT
- 1974	C 352 S
- 1974	R 503 S
- 1975	C 352 SL
- 1975	C 553 LL
- 1975	C 653
- 1975	C 653 L
- 1976	C 352
- 1976	C 553
- 1976	C 553 L
- 1976	C 553 S
- 1976	R 235
- 1976	R 503
- 1976	R 603
- 1976	R 653 L
- 1976	R 704
- 1976	R 804
- 1976	R 904
- 1977	854
- 1977	1056
- 1977	R 1056
- 1977	R 1056 DT
- 1977	R 654
- 1977	R 654 DT
- 1977	R 754
- 1977	R 754 DT
- 1978	R 1256
- 1978	R 1256 DT
- 1978	R 503 B
- 1978	R 503 DT B
- 1978	R 503 DT SB
- 1978	R 603 DT B
- 1978	R 654 BASSO
- 1978	R 784 DT
- 1979	C 653 S
- 1979	C 704
- 1979	C 704 L
- 1979	C 754
- 1979	C 754 L
- 1979	R 503 SB
- 1979	R 603 B
- 1979	R 603 DT SB
- 1979	R 603 S
- 1979	R 603 SB
- 1979	R 653
- 1979	R 653 DT
- 1979	R 784
- 1979	R 824 DT
- 1979	R 824 SPER.
- 1979	R 955
- 1979	R 955 DT
- 1980	784
- 1980	R 1156 DT
- 1980	R 654 FF
- 1980	R 784 DT EX
- 1981	C 362
- 1981	C 362 S
- 1981	C 453
- 1981	C 453 L
- 1981	C 533
- 1981	C 533 S
- 1981	R 1156
- 1981	R 1256 DT V
- 1981	R 1356 DT
- 1981	R 1556 DT
- 1981	R 603 DT B BASSO
- 1981	R 784 DT X
- 1981	R 784 E
- 1981	R 784 X
- 1982	R 613 V
- 1982	R 653 DT F
- 1982	R 684
- 1982	R 684 DT F
- 1983	C 784 L
- 1983	R 513 V
- 1983  R 483
- 1983  R 583
- 1983  R 683
- 1984	R 1306
- 1984	R 1506
- 1984	R 1706
- 1984	R 956
- 1985  C 583
- 1985	C 674
- 1985	R 1106
- 1985	R 674
- 1985	R 774
- 1985	R 854
- 1985	R 854 DT
- 1986	674/70
- 1986	674-70 SPECIAL
- 1986	774/80
- 1986	774/80 N
- 1986	874/90
- 1986	C 683
- 1986	C 774
- 1986	R 550
- 1986	R 660
- 1986	R 674.5
- 1986	R 684 F
- 1986	R 724
- 1986	R 724 F
- 1986	R 774.5
- 1986	R 583 BASSO
- 1986	660 F
- 1986	775 F
- 1986	956-100 DT
- 1986	C 664
- 1986	C 674-70
- 1986	C 554
- 1986	674-70 N
- 1987	660 V
- 1987	775 V
- 1987	361 F
- 1987	C 774-80
- 1987	R 674-70 N BASSO
- 1988	R 345
- 1988	874-90 T
- 1988	600
- 1988	700
- 1988	573-60
- 1988	C 362
- 1988	1106 DT,1306 DT,1506 DT,1706 DT
- 1989	105 T FORMULA
- 1989	115-135 FORMULA
- 1989	573-60 N
- 1989	674-70,774-80
- 1990	R 235 F
- 1990	RACING 165,180
- 1990	774-80 N
- 1990	660-F PLUS,775-F PLUS
- 1991	RUNNER 250,350,400
- 1992	774-80 N LOW PROFILE
- 1992	CRONO 554-50,564-60,574-60
- 1992	PREMIUM 850,950,1050,1060
- 1992	885-F PLUS
- 1993	674-70 N 1.5
- 1993	774-80 N 1.5
- 1993	R 513 V
- 1993	880 F PLUS
- 1994	RACING 190
- 1994	265 TRACTION
- 1994	GRIMPER 555 C,560 C,570 C
- 1995	956
- 1995	165 RACING
- 1995	574-60 674-70 N CROSS
- 1995	674-70,774-80,874-90 GRAND PRIX
- 1995	C 874-90 T
- 1995	RUNNER 250,350,450
- 1995	990-F PLUS
- 1995	RUNNER 350 A-450 A
- 1995	664-60 674-70 SPRINT
- 1995	RUNNER 250 JET
- 1995	774-80 N 1.5
- 1995	150 RACING
- 1995	775-V AGILE
- 1995	990 s AGILE
- 1995	664-65 SPRINT
- 1995	990,660,880 AGILE
- 1995	660-V AGILE
- 1995	115,135 FORMULA II
- 1996	770 AGILE
- 1997	664-65 SPRINT
- 1997	120,135,150 CHAMPION
- 1998	774-80 N BASSO
- 1998	RACING HI.PER.
- 1999	PREMIUM 1100,1300
- 1999	654-55,674-55,684-80 SPRINT
- 1999	CHAMPION 160,180,200
- 1999	TRIUMPH 80,90,100
- C SIX (110 CV)
- CF (da 90 a 100 CV)
- CV (80 CV)
- Nitro (da 110 a 130 CV)
- Nitro VRT (da 110 a 130 CV)
- Nitro R (da 90 a 120 CV)
- R2 (da 70 a 100 CV)
- R2 Target (da 60 a 90 CV)
- R3 (da 90 a 105 CV)
- R3 T Target (da 90 a 105 CV)
- R3 TB (da 85 a 100 CV)
- R6 T4i (da 150 a 190 CV)
- RF Target (da 60 a 100 CV)
- RF (da 80 a 110 CV)
- RS (da 80 a 110 CV)
- RV (da 80 a 110 CV)
- Rekord (da 65 a 75 CV)

## Gamma odierna
- Ego (35-45-55)
- Crono (70-80-90-100)
- Spire Trend (70-80-90-100)
- Spire (80-90-90.4-100.4)
- Spire Target (80-90-90.4)
- Strike TB (105-115)
- Strike (80-90-90.4-100-110-120)

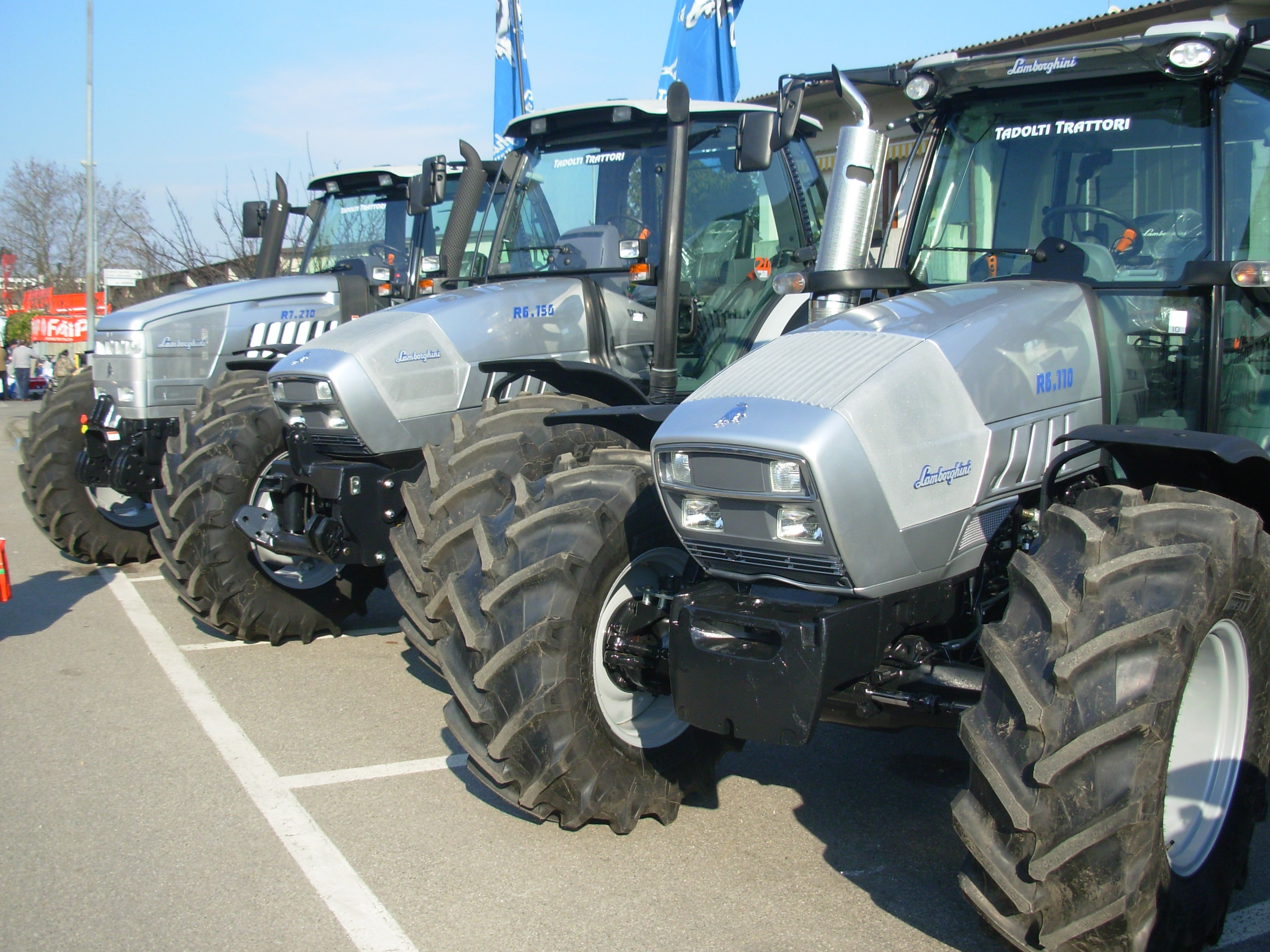
Trattori Lamborghini

- Spark-Spark VRT (120-130-140-155.4-165.4-175.4-155-165-175-185-205-215)
- Mach VRT (210-250)
- RF Trend (70-80-80.4)
- Spire F Target(80-80.4-90-90.4-100-105)
- Spire S/V (90-90.4-100-105-115)
- Spire F (90-90.4-100-105-115)
- Spire S/V VRT (90-100-90.4-105-115)
- Spire F VRT (90-100-90.4-105-115)